# 共和国广场 (里尔)

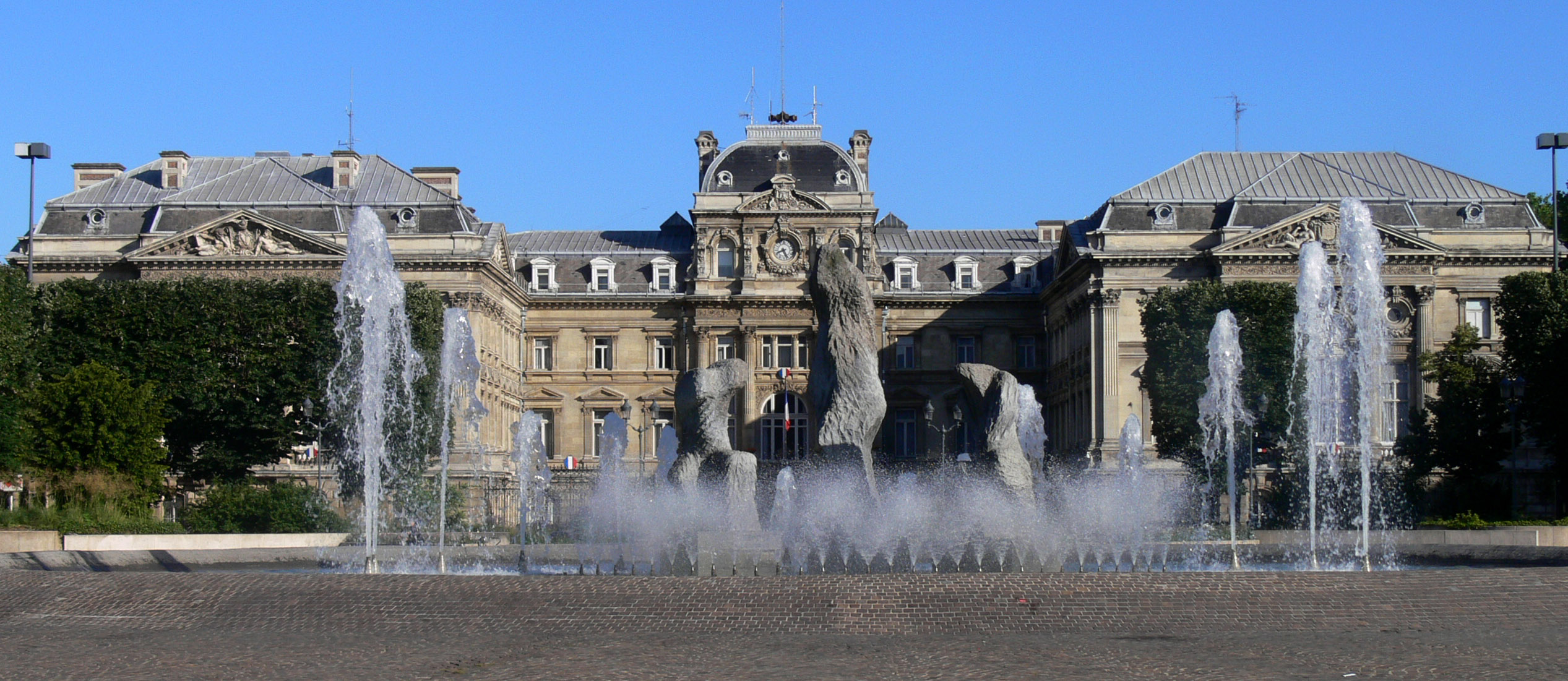

共和国广场（Place de la République）是法国北部大区里尔市中心的一个公共广场，开辟于1858年，在第二帝国时期名为“拿破仑三世广场”（place Napoléon-III）。广场的南北两侧分别是里尔美术宫和里尔大区政府。

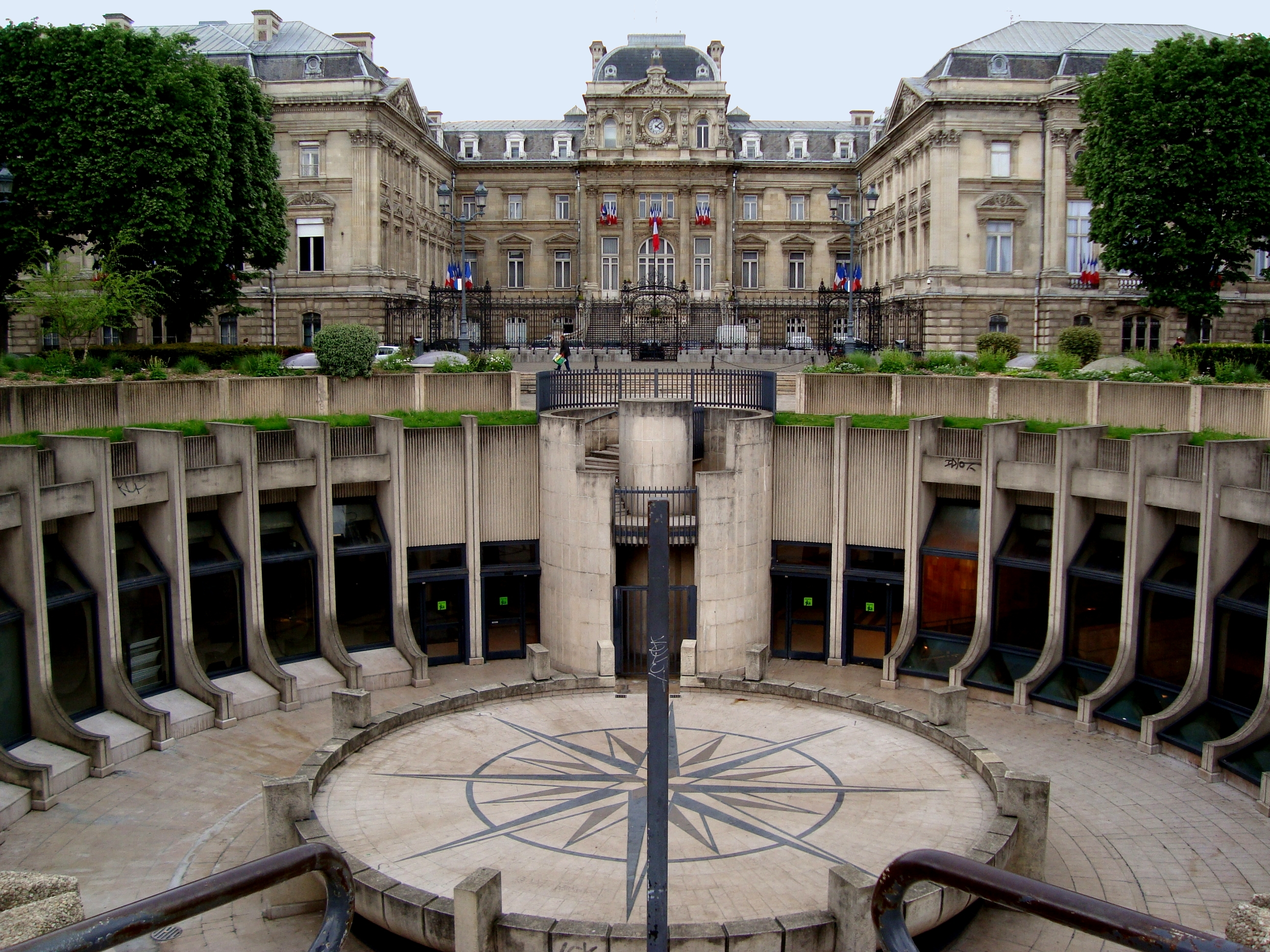
露天剧场